# Dicionário Histórico do Português do Brasil (séculos XVI, XVII e XVIII)
O Dicionário Histórico do Português do Brasil (séculos XVI, XVII e XVIII) é o primeiro dicionário histórico da língua portuguesa em sua variante brasileira com base em um corpus, vem sendo elaborado por uma equipe da Universidade Estadual Paulista, campus de Araraquara, com a contribuição de pesquisadores de todo o país e sob a coordenação da professora Maria Teresa Camargo Biderman. Sua execução iniciou-se em 2006, com o financiamento da agência CNPq, com o recolhimento de uma grande quantidade de documentos e obras dos três primeiros séculos da colonização brasileira, 32.358 páginas, que busca documentar, fundamentalmente, a escrita da Língua Portuguesa de tempos anteriores ao período de normatização ortográfica.